# Rolf Schönberger
Rolf Schönberger (Günzburg, 25 ottobre 1954) è un filosofo, storico della filosofia e professore universitario tedesco, specializzato in storia della filosofia medioevale.

## Biografia
Dopo aver studiato all'Università Ludwig Maximilian di Monaco e essersi laureato nel 1979 con un Magister artium, collaborò con Robert Spaemann in qualità di assistente presso l'Istituto di Filosofia fino al conseguimento del dottorato nel 1983. Nel 1990 sostenne l'esame di abiitazione al'insegnamento universitario, difendendo una dissertazione intitolata Ad aliquid. Buridans Relationstheorie im Kontext seines Denkens und der Scholastik (ad aliquid. La teoria delle relazioni di Buridano nel contesto del suo pensiero e della Scolastica). 
Da allora accettò vari incarichi di insegnamento e supplenza presso la Facoltà di Filosofia dell'Università gesuitica di Monaco, l'Università di Friburgo, l'Università di Monaco e l'Università di formazione per docenti di Weingarten. Dal 1996 fino al suo pensionamento fu ordinario di storia della filosofia con specializzazione in filosofia medievale presso l'Università di Ratisbona. Dal 1 ottobre 1999 al 30 settembre 2001 fu decano della Facoltà di Filosofia I. Dal 2004 fu membro a pieno titolo dell'Accademia Bavarese delle Scienze.
Nel gennaio 2012 Schönberger divenne membro del senato accademico dell'Università Cattolica di Eichstätt-Ingolstadt.

## Attività di ricerca
Schönberger è noto per la creazione di banche dati e per numerose pubblicazioni specialistiche sulla semantica dei nomi divini e sul pensiero di Tommaso d'Aquino, sul problema e la storia concettuale del concetto di essere, sulla teoria delle relazioni di Giovanni Buridano, nonché sulla storia delle prove dell'esistenza di Dio.

## Opere selezionate
- Repertorium edierter Texte des Mittelalters aus dem Bereich der Philosophie und angrenzender Gebiete, 2ª edizione completamente riveduta e ampliata, 3 voll. Berlino: Akad.-Verlag, 2011, ISBN 978-3-05-003342-6.
- Der letzte Gottesbeweis, Monaco, Pattlochverlag, 2007, ISBN 978-3-629-02178-6.
- Anselm von Canterbury, Monaco: Beck, 2004, ISBN 3-406-51087-6.
- Thomas von Aquin zur Einführung, Amburgo: Junius, 2012, ISBN 978-3-88506-351-3.
- Relation als Vergleich: die Relationstheorie des Johannes Buridan im Kontext seines Denkens und der Scholastik, Leida; New York; Colonia: Brill, 1994, ISBN 90-04-09854-2.
- Repertorium edierter Texte des Mittelalters aus dem Bereich der Philosophie und angrenzender Gebiete, Berlino: Akad.-Verlag, 1994, ISBN 3-05-002258-2.